# Petershof (Leipzig)

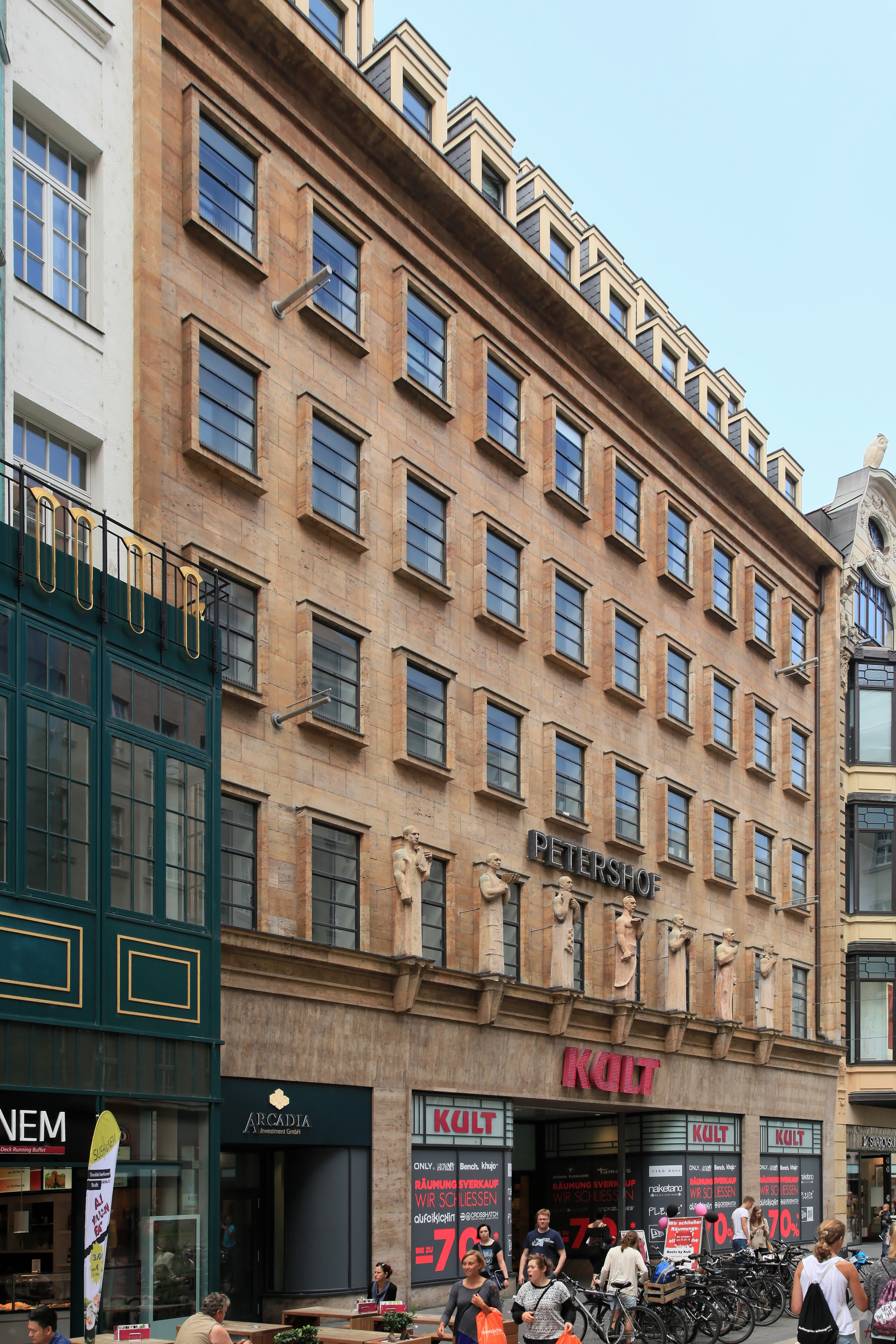
Fassade des Petershofs zur Petersstraße hin (2015)

Der Petershof ist ein Gebäudekomplex in der Innenstadt von Leipzig, der als Wohn- und Geschäftshaus genutzt wird. Er war von 1927 bis 1929 nach Plänen des Leipziger Architekten Alfred Liebig (1878–1952) als Messehaus errichtet worden und beherbergte bis 2003 auch das Kino Capitol.

## Lage und Baubeschreibung
Der Petershof erstreckt sich zwischen der Petersstraße, dem Sporergäßchen, der Burgstraße und dem Thomaskirchhof. Die betreffenden Grundstücke haben die Adressen Petersstraße 20, Sporergäßchen 6–12, Burgstraße 7–13 sowie Thomaskirchhof 9. Den Thomaskirchhof erreicht der Petershof am Ende der kurzen Sackgasse, auch genannt der Sack, wo sich früher ein Saalausgang des Kinos Capitol befand.
Der Hauptbau mit zehn Fensterachsen nach der Petersstraße gliedert sich in das Erdgeschoss, vier mit Travertin verkleidete Obergeschosse mit nach außen ragenden Fensterumrahmungen und drei Geschosse mit Gaubenfenstern im Dach. Auf dem Sims über dem Erdgeschoss stehen sieben 2,6 m hohe Figuren, die durch beigegebene Symbole Künste und Berufe darstellen. Jede der Figuren trägt die Gesichtszüge einer Person, die für den Bau des Gebäudes 1929 bedeutend war, so z. B. der Architekt Alfred Liebig, der Oberbürgermeister Karl Rothe und der Bankier Hans Kroch.
Nach dem Sporergäßchen und der Burgstraße zu befinden sich, 2004/2005 errichtet, über drei Geschäftsetagen drei Etagen mit Wohnungen.

## Geschichte

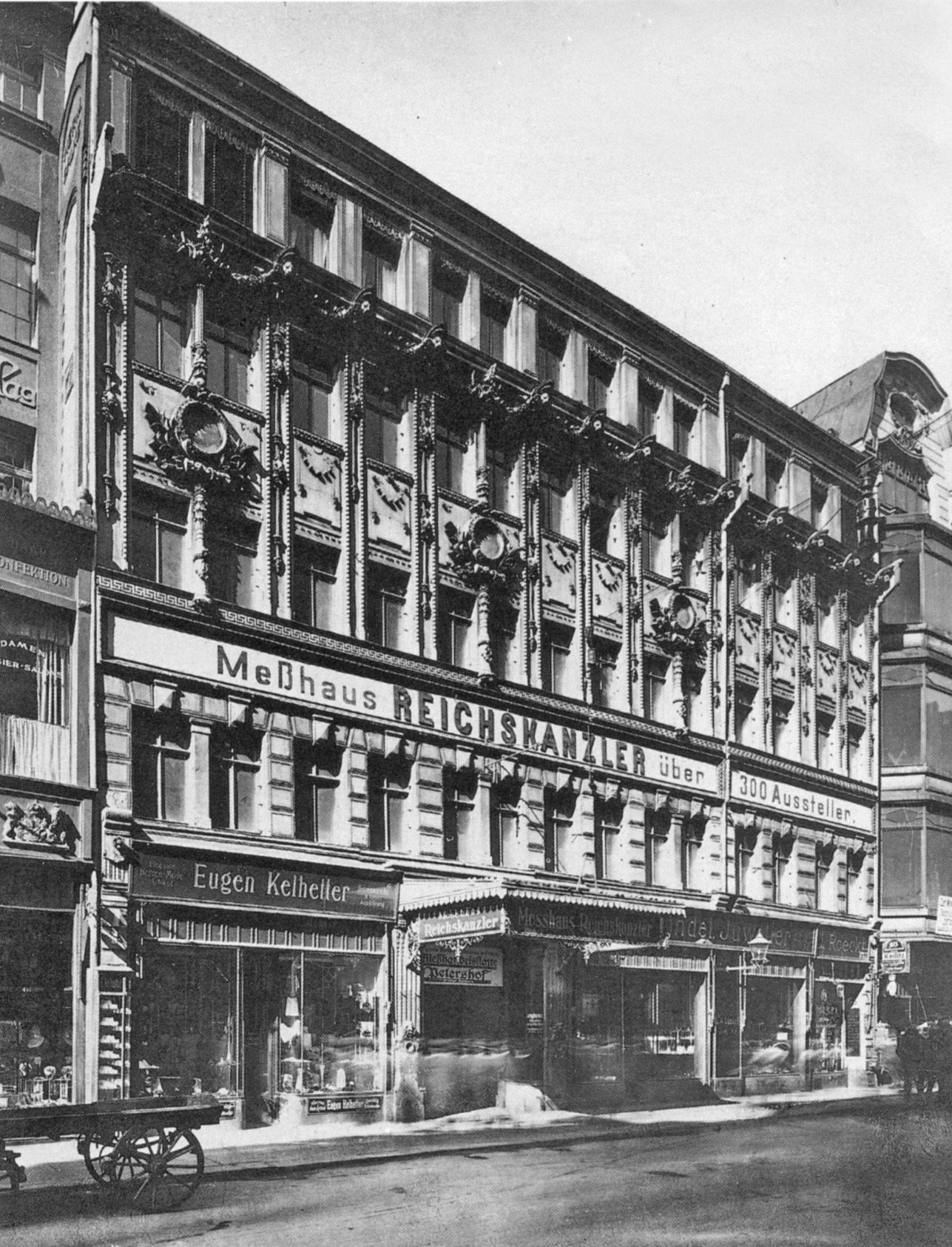
Messehaus „Reichskanzler“ um 1920

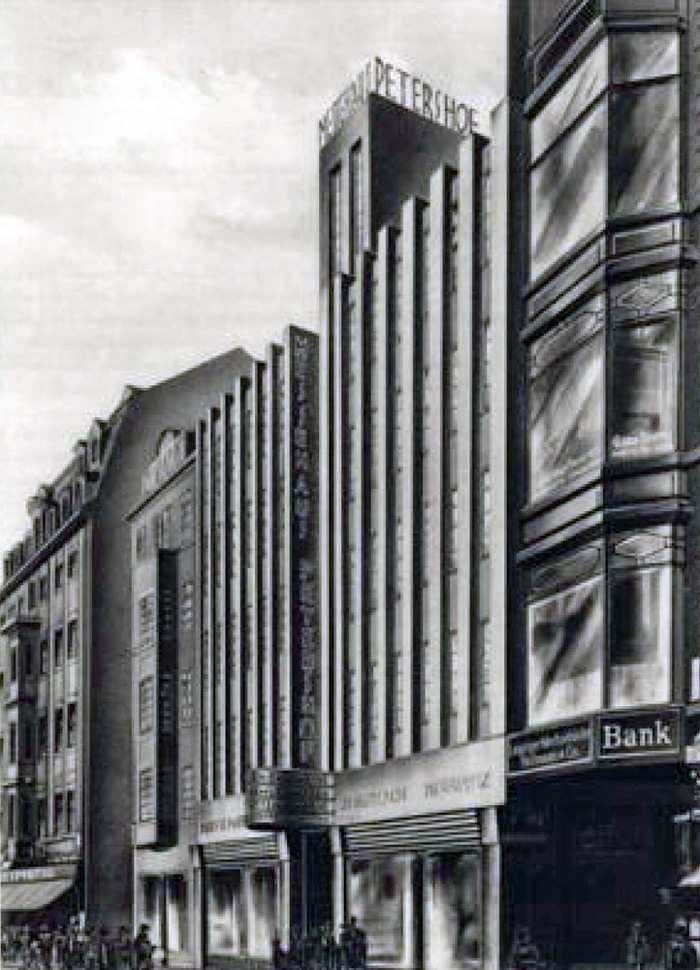
Liebigs nicht umgesetzter Siegerentwurf von 1928

Auf dem Grundstück Petersstraße 20 existierte bereits im 16. Jahrhundert ein Gasthof, der 1586 „Haus zum Engel“ und ab 1602 „Zum blauen Engel“ hieß. In seinem Gewölbe verkaufte Johann Friedrich Böttger (1682–1719) zur Ostermesse 1710 erstmals Geschirr aus rotem Jaspisporzellan (Böttgersteinzeug) und stellte Proben seines weißen Porzellans vor. Im Blauen Engel logierte Friedrich Schiller (1759–1805) zu Beginn seines Aufenthalts in Leipzig 1785.
1818 entstand hier ein Hotel, das in Erinnerung an die Bedeutung der russischen Soldaten in der Völkerschlacht bei Leipzig den Namen „Hôtel de Russie“ (auch Russischer Hof) erhielt. Unter Einbeziehung des nördlichen Nachbargrundstücks wurde 1868/1869 ein Neubau errichtet. Als im Ersten Weltkrieg der Name politisch nicht mehr tragbar war, wurde 1915 daraus der „Reichskanzler“. Nach Ende des Ersten Weltkriegs wurde das Hotel unter gleichem Namen zu einem Messehaus umgebaut.
Als Mitte der 1920er Jahre die Petershof AG einen großen Neubau plante, wurde ein Wettbewerb ausgeschrieben, bei dem Alfred Liebig für seine Entwürfe unter 50 Leipziger und drei auswärtigen Konkurrenten den ersten und dritten Platz errang. Allerdings konnte der Siegerentwurf nicht im Original umgesetzt werden, da das Leipziger Hochbauamt den überhöhten Mittelteil der Fassade und die geplante Passage zur Burgstraße nicht genehmigte.
Die Bauarbeiten begannen im Sommer 1927. Das zur Verfügung stehende Grundstück war bis an die Burgstraße und den Thomaskirchhof aus zehn Einzelgrundstücken erweitert worden, sodass zunächst auf diesen allen die Gebäude zu entfernen waren. Am 22. Dezember 1928 fand das Richtfest statt, und im März 1929 konnte das Haus rechtzeitig zur Frühjahrsmesse unter dem Namen Petershof in Betrieb genommen werden. Es wurde in Stahlbetonskelettbauweise errichtet und hatte eine Messenutzfläche von 9300 m². In jeder Etage waren in einem geschlossenen, sogenannten Zwangsrundgang abgetrennte Räume, Kojen, angeordnet, in denen die Aussteller ihre Produkte präsentierten. Ausgestellt wurden die Branchen Spielwaren, Musikinstrumente, Kunstblumen, Fest- und Scherzartikel sowie Weihnachtsbaumschmuck.
Neben der oben beschriebenen Fassade zur Petersstraße waren das Treppenhaus und die monumentalen Lichthofhalle mit Verkleidungen in Siegersdorfer Keramik bemerkenswert. Im Erdgeschoss und Keller des der Petersstraße abgewandten Teils wurde 1929 das Kino Capitol mit 1714 Plätzen eröffnet.
1938 wurden die vom Leipziger Künstler Johannes Göldel (1891–nach 1946) in Cannstatter Travertin gestalteten Figuren an der Fassade zur Petersstraße entfernt, da eine der dargestellten Personen, Hans Kroch, Jude war. Im Zweiten Weltkrieg blieb der Messehof bis auf seine Südwestecke an der Burgstraße von Zerstörungen verschont. Deshalb fanden nach der Bombardierung des Gewandhauses im Winter 1943/44 die Konzerte des Gewandhausorchesters 1944 und 1945 im Saal des Kinos Capitol statt.
Ab 1946 wurde bis 1991 der Messebetrieb wieder aufgenommen. Ab 1955 wurde jährlich im Capitol die Woche für Kultur- und Dokumentarfilm durchgeführt. Von 1970 bis 1993 gab es neben dem Hauptsaal noch das Studiokino Capitol.
Nach Einstellung des Messebetriebs wurde der Petershof in den 1990er Jahren restauriert, wobei man sich an den Entwürfen Liebigs orientierte. Die sieben Fassadenfiguren wurden von dem Leipziger Bildhauer Markus Gläser als Replikate in Zementguss neu geschaffen und 1995 wieder aufgestellt.
In den Jahren 2004 und 2005 wurde der Petershof erneut umgebaut, nachdem der Kinobetrieb bereits 2003 eingestellt worden war. Dabei wurden bis auf die Fassade zur Petersstraße, den Lichthof und das runde Treppenhaus alle Gebäudeteile abgerissen und in die Gebäudefragmente ein Kaufhaus gebaut. Das Gebäude verfügt neben vier Einzelhandelsetagen auch über Büros, Wohnungen (nach der Burgstraße) sowie Tiefgaragen-Stellplätze. Nach Betreiberwechseln standen die Handelsflächen des Petershofs seit 2015 leer. Das Gebäude bietet 17.000 Quadratmeter Nutzfläche. Ab 2018 sollen bis zu drei Einzelhändler sowie ein über 4.000 Quadratmeter großes Fitnessstudio in das Gebäude einziehen. Seit 2022 befindet sich im Erdgeschoss  ein H&M; das Kassenhäuschen des früheren Kinos wurde erhalten und dient als Café.